# Monika Ciaciuch
Monika Ciaciuch-Chabel, née le 10 mai 1992, est une rameuse polonaise.

## Biographie
Elle est mariée au rameur Wiktor Chabel.

## Palmarès

### Jeux olympiques
- 2016 à Rio de Janeiro (Brésil)
  -  Médaille de bronze en quatre de couple.

### Championnats d'Europe
- 2015 à Poznań, (Pologne)
  -  Médaille de bronze en quatre de couple
- 2018 à Glasgow (Écosse) :
  -  Médaille de bronze en quatre de pointe